# Ceramika Opoczno
Klub Sportowy Ceramika Opoczno – polski klub sportowy założony w 1945 w Opocznie pod nazwą O.M. T.U.R. (Organizacja Młodzieży Towarzystwa Uniwersytetu Robotniczego), którą na przestrzeni lat kilka razy zmieniano. Największymi sukcesami klubu było zdobycie przez piłkarzy drugiego miejsca w sezonie 1998/1999, w grupie wschodniej II ligi (obecnie I ligi) oraz dojście do 1/4 finału Pucharu Polski w sezonie 2002/2003. Zespół przez 8 sezonów występował w ll lidze (obecnie I lidze) w latach 1996-2004. Ceramika Opoczno w sezonie 2023/2024 gra w IV lidze polskiej (grupie łódzkiej).

## Historia Klubu
1945 – Zgłoszenie i rejestracja klubu O.M. T.U.R. Opoczno w Polskim Związku Piłki Nożnej. Klub rozpoczyna rozgrywki w kieleckiej Klasie C. Prezesem zostaje Stanisław Strzelczyk, prezes przedwojennych stowarzyszeń piłkarskich w Opocznie.
1948 – Klub przejmuje Powiatowa Rada Związków Zawodowych w Opocznie i zmienia nazwę na KS Budowlani Opoczno.
1953 – Klub przejmują Opoczyńskie Zakłady Materiałów Ogniotrwałych. Klub przyjmuje nazwę Stal Opoczno.
1955 – Klub łączy się z powstałą dwa lata wcześniej Unią Opoczno i przyjmuje nazwę KS Opocznianka.
1961 – Opoczyńskie Zakłady Materiałów Ogniotrwałych zostają ponownie sponsorem i zmieniają nazwę na KS Szamot Opoczno.
1963 – Awans do III Ligi Okręgu Kieleckiego.
1964 – Klub nie utrzymał się w III Lidze, zmiana nazwy na Międzyzakładowy Klub Sportowy.
1982 – Połączenie KS Opoczno (piłka nożna) i LKS Opocznianka (kolarstwo i ciężary). Zmiana nazwy na MLKS Opoczno.
1985 – Obchody 40-lecia istnienia klubu.
1986 – Awans do III Ligi Okręgu Piotrkowskiego.
1993 – Przejęcie klubu przez ZZPC Opoczno. Zmiana nazwy na KS Ceramika Opoczno.
1994 – Awans do III Ligi Makroregionu Centralnego.
1995 – Obchody 50-lecia istnienia klubu.
1996 – Awans do II Ligi państwowej.
1996 – Zdobycie Pucharu Polski na szczeblu wojewódzkim. Finał Ceramika – KKS Koluszki 5:1 po dogrywce.
1999 – Drugie miejsce w II Lidze. Przegrana rywalizacja o awans do Ekstraklasy z Petrochemią Płock.
2002 – Przejęcie klubu przez firmę OPAŁ. Zmiana nazwy na KS Stasiak Opoczno.
2002 – Klub z Opoczna dociera do 1/4 finału Pucharu Polski, gdzie odpada po dwumeczu z Wisłą Kraków.
2004 – Mirosław Stasiak przenosi II-ligowy zespół do Ostrowca Św. Po zakończeniu sezonu 2003/04 zmienia jego nazwę na Stasiak KSZO Celsa Ostrowiec Świętokrzyski.
2004 – W Opocznie rozgrywa mecze połączona drużyna rezerw Ceramiki oraz WOY Bukowiec Opoczyński (Ceramika II/WOY Bukowiec Opoczyński). Zmienia ona nazwę początkowo na WOY Bukowiec Opoczyński, a później na WOY Opoczno. Prawnym właścicielem oraz kontynuatorem tego tworu był WOY Bukowiec Opoczyński.
2006 – Reaktywacja klubu KS Ceramika Opoczno od Klasy A Okręgu Piotrków Trybunalski I. Rok później awans do Klasy Okręgowej.
2008 – Awans do IV ligi.
2010 – Awans do III ligi.
2016 – Awans do IV ligi.
2021 – Spadek do Klasy okręgowej (grupy piotrkowskiej).
2022 – Po zwycięstwie w barażach Ceramika Opoczno awansuje do IV ligi polskiej (grupy łódzkiej).
Źródło: "75 lat opoczyńskiej piłki nożnej (1928-2003)" Zdzisław Nowak, Szymon Szpoton, Staszowskie Wydawnictwo Kulturalne, Staszów – Opoczno 2003 r.

## Inne nazwy na przestrzeni lat
1945 – O.M. T.U.R. Opoczno
1948 – KS Budowlani Opoczno.
1953 – KS Stal Opoczno.
1955 – KS Opocznianka (fuzja Stali Opoczno z Unią Opoczno).
1961 – KS Szamot Opoczno.
1963 – MKS Opoczno.
1982 – MLKS Opoczno (fuzja z KS Opoczno i LKS Opocznianka).
1983 – KS Opocznianka.
07.09.1993 – KS Ceramika Opoczno.
sierpień 2003 – KS Stasiak Opoczno.
marzec 2004 – po przeniesieniu siedziby Stasiaka Opoczno do Ostrowca Świętokrzyskiego reaktywowano klub pod nazwą Ceramika Opoczno z dotychczasowej drugiej drużyny grającej pod nazwą Ceramika II/Woy Bukowiec Opoczyński.
lipiec 2004 – Woy Opoczno (prawnie nie był to kontynuator tradycji Ceramiki).
lipiec 2006 – Ceramika Opoczno (ponowna reaktywacja).

## Stadion
Stadion Ceramiki znajduje się w Opocznie na Al. Sportowej 1. W 1992 roku zakończono prace nad trybuną główną i nową płytą boiska. W roku 1998 zdemontowano ławki i zamontowano krzesełka na trybunie głównej w liczbie ok. 2600. Utworzono sektor przyjezdnych o pojemności 500 osób. Następnie postawiono nowy budynek klubowy wraz z zadaszoną trybuną, na miejscu starego budynku i trybuny bocznej. Obecna pojemność stadionu w Opocznie wynosi 5000 wraz z miejscami stojącymi. Wymiary boiska 105 × 68. Stadion wypełniał się w liczbie 5000 kilkakrotnie podczas gry drużyny w II lidze w latach 90. Najwięcej publiczności zgromadził jeszcze przed modernizacją, na mecz towarzyski obchodów 50-lecia Ceramiki z Orłami Górskiego w 1995 roku przyszło ok. 10 000 kibiców.

## Barwy Klubu
W 1993 roku zmieniono nazwę na Ceramika i odjęto z czerwono biało zielonej flagi Klubu zieleń, którą zastąpiono kolejnym czerwonym pasem. Zieleń pozostała w herbie Klubu na znak kontynuacji tradycji Opocznianki.

## Herb Klubu
Do 1993 roku w herbie Klubu widniał herb Miasta Opoczna i napis MZKS a potem Opocznianka na zielonym tle. Po zmianie nazwy na Ceramika, herb miasta został zastąpiony logiem sponsora.

## Klub w krajowych rozgrywkach piłki nożnej
| Sezon     | Poziom                                    | Liga                                      | Miejsce                                   | Punkty                                    | Bilans                                    | Bramki                                    |
| --------- | ----------------------------------------- | ----------------------------------------- | ----------------------------------------- | ----------------------------------------- | ----------------------------------------- | ----------------------------------------- |
| 1945      |                                           | Klasa C                                   |                                           |                                           |                                           |                                           |
| 1946      |                                           | Klasa C                                   |                                           |                                           |                                           |                                           |
| 1947      |                                           | Klasa C                                   |                                           |                                           |                                           |                                           |
| 1948      |                                           | Klasa C                                   |                                           |                                           |                                           |                                           |
| 1949      |                                           | Klasa C                                   |                                           |                                           |                                           |                                           |
| 1950      |                                           | Klasa C                                   |                                           |                                           |                                           |                                           |
| 1951      |                                           | Klasa C                                   |                                           |                                           |                                           |                                           |
| 1952      |                                           | Klasa C                                   |                                           |                                           |                                           |                                           |
| 1953      |                                           | Klasa C                                   |                                           |                                           |                                           |                                           |
| 1954      |                                           | Klasa C                                   | 1.                                        |                                           |                                           |                                           |
| 1955      | V                                         | Klasa B                                   | 1.                                        |                                           |                                           |                                           |
| 1956      | IV                                        | Klasa A                                   | 5.                                        |                                           |                                           |                                           |
| 1957      | IV                                        | Klasa A                                   |                                           |                                           |                                           |                                           |
| 1958      | IV                                        | Klasa A                                   |                                           |                                           |                                           |                                           |
| 1959      | V                                         | Klasa B                                   | 1.                                        |                                           |                                           |                                           |
| 1960      | IV                                        | Klasa A                                   | 3.                                        |                                           |                                           |                                           |
| 1960/1961 | IV                                        | Klasa A                                   | 3.                                        |                                           |                                           |                                           |
| 1961/1962 | IV                                        | Klasa A                                   | 8.                                        |                                           |                                           |                                           |
| 1962/1963 | IV                                        | Klasa A                                   | 1.                                        |                                           |                                           |                                           |
| 1963/1964 | III                                       | III liga                                  | 12.                                       |                                           |                                           |                                           |
| 1964/1965 | IV                                        | Klasa A                                   | 4.                                        |                                           |                                           |                                           |
| 1965/1966 | IV                                        | Klasa A                                   |                                           |                                           |                                           |                                           |
| 1966/1967 |                                           | Klasa A                                   |                                           |                                           |                                           |                                           |
| 1967/1968 |                                           | Klasa B                                   |                                           |                                           |                                           |                                           |
| 1968/1969 |                                           | Klasa B                                   |                                           |                                           |                                           |                                           |
| 1969/1970 |                                           | Klasa B                                   |                                           |                                           |                                           |                                           |
| 1970/1971 |                                           | Klasa B                                   |                                           |                                           |                                           |                                           |
| 1971/1972 |                                           | Klasa B                                   |                                           |                                           |                                           |                                           |
| 1972/1973 |                                           | Klasa B                                   |                                           |                                           |                                           |                                           |
| 1973/1974 |                                           | Klasa B                                   |                                           |                                           |                                           |                                           |
| 1974/1975 |                                           | Klasa B                                   |                                           |                                           |                                           |                                           |
| 1975/1976 | IV                                        | Klasa okręgowa                            |                                           |                                           |                                           |                                           |
| 1976/1977 | IV                                        | Klasa okręgowa                            |                                           |                                           |                                           |                                           |
| 1977/1978 | IV                                        | Klasa okręgowa                            | 9.                                        |                                           |                                           |                                           |
| 1978/1979 | IV                                        | Klasa okręgowa                            | 7.                                        |                                           |                                           |                                           |
| 1979/1980 | IV                                        | Klasa okręgowa                            | 8.                                        |                                           |                                           |                                           |
| 1980/1981 | IV                                        | Klasa okręgowa                            |                                           |                                           |                                           |                                           |
| 1981/1982 | IV                                        | Klasa okręgowa                            | 11.                                       |                                           |                                           |                                           |
| 1982/1983 | IV                                        | Klasa okręgowa                            | 4.                                        |                                           |                                           |                                           |
| 1983/1984 | IV                                        | Klasa okręgowa                            |                                           |                                           |                                           |                                           |
| 1984/1985 | IV                                        | Klasa okręgowa                            |                                           |                                           |                                           |                                           |
| 1985/1986 | IV                                        | Klasa okręgowa                            | 1.                                        |                                           |                                           |                                           |
| 1986/1987 | III                                       | III liga                                  | 11.                                       |                                           |                                           |                                           |
| 1987/1988 | IV                                        | Klasa międzywojewódzka                    | 2.                                        |                                           |                                           |                                           |
| 1988/1989 | IV                                        | Klasa okręgowa                            |                                           |                                           |                                           |                                           |
| 1989/1990 | IV                                        | Klasa okręgowa                            |                                           |                                           |                                           |                                           |
| 1990/1991 | IV                                        | Klasa okręgowa                            |                                           |                                           |                                           |                                           |
| 1991/1992 | IV                                        | Klasa okręgowa                            |                                           |                                           |                                           |                                           |
| 1992/1993 | IV                                        | Klasa okręgowa                            |                                           |                                           |                                           |                                           |
| 1993/1994 | IV                                        | Klasa okręgowa                            | 1.                                        |                                           |                                           |                                           |
| 1994/1995 | III                                       | III liga                                  | 2.                                        |                                           |                                           |                                           |
| 1995/1996 | III                                       | III liga                                  | 1.                                        |                                           |                                           |                                           |
| 1996/1997 | II                                        | II liga                                   | 4.                                        |                                           |                                           |                                           |
| 1997/1998 | II                                        | II liga                                   | 5.                                        |                                           |                                           |                                           |
| 1998/1999 | II                                        | II liga                                   | 2.                                        |                                           |                                           |                                           |
| 1999/2000 | II                                        | II liga                                   | 7.                                        |                                           |                                           |                                           |
| 2000/2001 | II                                        | II liga                                   | 5.                                        |                                           |                                           |                                           |
| 2001/2002 | II                                        | II liga                                   | 6.                                        |                                           |                                           |                                           |
| 2002/2003 | II                                        | II liga                                   | 6.                                        |                                           |                                           |                                           |
| 2003/2004 | II                                        | II liga                                   | 12.                                       |                                           |                                           |                                           |
| 2003/2004 | IV                                        | IV liga                                   | 13.                                       |                                           |                                           |                                           |
| 2004/2005 | Sekcja seniorów piłki nożnej nie istniała | Sekcja seniorów piłki nożnej nie istniała | Sekcja seniorów piłki nożnej nie istniała | Sekcja seniorów piłki nożnej nie istniała | Sekcja seniorów piłki nożnej nie istniała | Sekcja seniorów piłki nożnej nie istniała |
| 2005/2006 | Sekcja seniorów piłki nożnej nie istniała | Sekcja seniorów piłki nożnej nie istniała | Sekcja seniorów piłki nożnej nie istniała | Sekcja seniorów piłki nożnej nie istniała | Sekcja seniorów piłki nożnej nie istniała | Sekcja seniorów piłki nożnej nie istniała |
| 2006/2007 | VI                                        | A Klasa                                   | 1.                                        |                                           |                                           |                                           |
| 2007/2008 | V                                         | Klasa okręgowa                            | 2.                                        |                                           |                                           |                                           |
| 2008/2009 | V                                         | IV liga                                   | 4.                                        |                                           |                                           |                                           |
| 2009/2010 | V                                         | IV liga                                   | 2.                                        |                                           |                                           |                                           |
| 2010/2011 | IV                                        | III liga                                  | 11.                                       | 36                                        | 8-12-10                                   | 24:34                                     |
| 2011/2012 | VII                                       | Klasa A                                   | 3.                                        | 40                                        | 12-4-6                                    | 50:26                                     |
| 2012/2013 | VI                                        | Klasa okręgowa                            | 12.                                       | 36                                        | 10-6-14                                   | 36:48                                     |
| 2013/2014 | VI                                        | Klasa okręgowa                            | 11.                                       | 39                                        | 11-6-13                                   | 52:46                                     |
| 2014/2015 | VI                                        | Klasa okręgowa                            | 9.                                        | 33                                        | 10-3-13                                   | 42:53                                     |
| 2015/2016 | VI                                        | Klasa okręgowa                            | 1.                                        | 66                                        | 21-3-2                                    | 70:9                                      |
| 2016/2017 | V                                         | IV liga                                   | 14.                                       | 49                                        | 12-13-13                                  | 48:45                                     |
| 2017/2018 | V                                         | IV liga                                   | 13.                                       | 42                                        | 12-6-16                                   | 42:55                                     |
| 2018/2019 | V                                         | IV liga                                   | 9.                                        | 47                                        | 14-5-13                                   | 36:44                                     |
| 2019/2020 | V                                         | IV liga                                   | 15.                                       | 15                                        | 4-3-10                                    | 24:41                                     |
| 2020/2021 | V                                         | IV liga                                   | 20.                                       | 26                                        | 7-5-26                                    | 38:98                                     |
| 2021/2022 | VI                                        | Klasa okręgowa                            | 2.                                        | 73                                        | 23-4-3                                    | 93:31                                     |
| 2022/2023 | V                                         | IV liga                                   | 13.                                       | 39                                        | 10-9-19                                   | 43:78                                     |
| 2023/2024 | V                                         | IV liga                                   | 6.                                        | 56                                        | 16-8-10                                   | 58:47                                     |
| 2024/2025 | V                                         | IV liga                                   | 7.                                        | 52                                        | 16-4-14                                   | 64:54                                     |

Źródło: "75 lat opoczyńskiej piłki nożnej (1928-2003)" Zdzisław Nowak, Szymon Szpoton, Staszowskie Wydawnictwo Kulturalne, Staszów – Opoczno 2003 r. oraz profil klubu na portalu 90minut.pl

## Puchar Polski 2002/2003
| Runda      | Mecz                                      | Wynik |
| ---------- | ----------------------------------------- | ----- |
| I runda    | Galicja Cisna – Ceramika Opoczno          | 1:5   |
| II runda   | Polonia Olimpia Elbląg – Ceramika Opoczno | 0:6   |
| III runda  | Lech Poznań – Ceramika Opoczno            | 1:2   |
| 1/4 finału | Ceramika Opoczno – Wisła Kraków           | 2:2   |
| 1/4 finału | Wisła Kraków – Ceramika Opoczno           | 5:0   |

Źródło: 90minut.pl

## Prezesi Klubu
| Nazwisko             | Lata        |
| -------------------- | ----------- |
| Stanisław Strzelczyk | 1928 – 1953 |
| Antoni Ziółkowski    | 1953 – 1954 |
| Stanisław Sawa       | 1954 – 1961 |
| Wojciech Wiktorowicz | 1961 – 1963 |
| Stanisław Herman     | 1963 – 1965 |
| Stefan Czaplarski    | 1965 – 1967 |
| Jan Lesiak           | 1967 – 1969 |
| Józef Głowa          | 1969 – 1977 |
| Andrzej Riemer       | 1977 – 1980 |
| Karol Tyka           | 1980 – 1987 |
| Zdzisław Nowak       | 1987 – 1990 |
| Andrzej Nasulewicz   | 1990 – 1992 |
| Zdzisław Nowak       | 1992 – 1993 |
| Zdzisław Dziedzic    | 1993 – 1996 |
| Marek Muszyński      | 1996 – 1998 |
| Wiesław Kwiatkowski  | 1998 – 1999 |
| Robert Kowalski      | 1999 – 2002 |
| Mirosław Stasiak     | 2002 – 2004 |
| Dariusz Kosno        | 2006 – 2011 |
| Paweł Kosno          | 2011 – 2023 |
| Stefan Grad          | 2023 – 2024 |
| Damian Leśniewski    | 2024 –      |

Źródła: "75 lat opoczyńskiej piłki nożnej (1928-2003)" Zdzisław Nowak, Szymon Szpoton, Staszowskie Wydawnictwo Kulturalne, Staszów – Opoczno 2003 r. oraz oficjalna strona internetowa klubu

## Trenerzy Klubu
| Nazwisko               | Lata        |
| ---------------------- | ----------- |
| Zygmunt Klubiński      | 1953 – 1956 |
| Józef Błaszczyk        | 1956 – 1957 |
| Zygmunt Wątróbski      | 1957 – 1958 |
| Stanisław Kapralski    | 1958 – 1959 |
| Stanisław Zaborowski   | 1959 – 1960 |
| Tadeusz Kozak          | 1960 – 1961 |
| Juliusz Doktor         | 1961 – 1963 |
| Jan Zając              | 1963 – 1964 |
| Andrzej Nasulewicz     | 1973 – 1974 |
| Mieczysław Barański    | 1974 – 1977 |
| Zygmunt Wątróbski      | 1977 – 1978 |
| Zygmunt Olczyk         | 1978 – 1980 |
| Stefan Chmielewski     | 1980 – 1982 |
| Mieczysław Barański    | 1982 – 1983 |
| Mirosław Malinowski    | 1983 – 1984 |
| Zbigniew Podsiebierski | 1984 – 1985 |
| Bogusław Felczak       | 1985 – 1986 |
| Stefan Chmielewski     | 1986 – 1986 |
| Zbigniew Podsiebierski | 1986 – 1987 |
| Tadeusz Turlejski      | 1987 – 1988 |
| Zbigniew Podsiebierski | 1988 – 1990 |
| Tadeusz Białeta        | 1990 – 1991 |
| Ryszard Pomykała       | 1991 – 1992 |
| Zbigniew Podsiebierski | 1992 – 1993 |
| Marek Dziuba           | 1993 – 1995 |
| Witold Obarek          | 1995 – 1996 |
| Witold Mroziewski      | 1996 – 1998 |
| Zbigniew Podsiebierski | 1998 – 1998 |
| Janusz Białek          | 1998 – 1999 |
| Marek Dziuba           | 1999 – 2000 |
| Witold Mroziewski      | 2000 – 2001 |
| Piotr Wojdyga          | 2001 – 2002 |
| Mariusz Łaski          | 2002 – 2002 |
| Zbigniew Podsiebierski | 2002 – 2003 |
| Mariusz Łaski          | 2003 – 2004 |
| Zbigniew Podsiebierski | 2006 – 2006 |
| Zbigniew Skoczylas     | 2006 – 2007 |
| Waldemar Węgrzyn       | 2007 – 2008 |
| Dariusz Rogulski       | 2008 – 2009 |
| Sławomir Majak         | 2009 – 2009 |
| Zbigniew Podsiebierski | 2009 – 2010 |
| Dariusz Rogulski       | 2010 – 2023 |
| Marcin Kośmicki        | 2023        |
| Błażej Wach            | 2023 – 2024 |
| Marcin Pierwoła        | 2024 –      |

Źródło: "75 lat opoczyńskiej piłki nożnej (1928-2003)" Zdzisław Nowak, Szymon Szpoton, Staszowskie Wydawnictwo Kulturalne, Staszów – Opoczno 2003 r. oraz oficjalna strona internetowa klubu